# ارغوان (نام)
ارغوان نام کوچک دخترانه و نیز نام خانوادگی است. افراد با این نام عبارت‌اند از:
- ارغوان رضایی
- روزبه ارغوان